# Otomys sloggetti
Otomys sloggetti — вид гризунів родини мишевих (Muridae). Він зустрічається в південному Лесото та ПАР, де його природними середовищами існування є субтропічні або тропічні високогірні луки, болота та скелясті місцевості. Його назва вшановує полковника Артура Слоггетта, який служив у Південній Африці та збирав колекції в Ділфонтейні 1902 року.

## Опис
Вид середнього розміру з густою, м'якою, тонкою шерстю. Голова велика, а морда тупа. Ділянка шкіри навколо вусів червонувато-коричнева, що відрізняє цей вид від інших представників роду Otomys. Вуха малі, з темними краями. Верхня частина тіла має сірувато-коричневий колір, а боки сірувато-коричневі. Нижня частина тіла вохристо-біла. Хвіст короткий, становить приблизно половину довжини голови й тулуба. Він двоколірний: зверху чорний, а знизу — темно-коричневий.

## Екологія
У відповідних місцях проживання цей гризун звичайний; спостерігається щільність понад 100 тварин на гектар. Вони живуть у норах, з'являючись удень, щоб знайти їжу та погрітися на скелях. Раціон складається з листя, квіток і стебел зелених рослин. Влітку їжу їдять там, де її знайшли, але взимку її здебільшого несуть у нору для споживання. Частина їжі також зберігається в норі, яка має складну систему тунелів і камер і зазвичай зайнята парою або сімейною групою, з якої розмножується лише одна самиця. Попри те, що тварини територіальні за межами нори, вони будуть тулитися всередині, щоб зігрітися. Вони активні протягом року, але взимку проводять більше часу під землею.
У норі може бути до десятка входів, поруч з якими відкладаються фекалії. Розмноження відбувається в кінці літа, розмір виводку в середньому становить 2,5, а період вагітності становить ≈ 38 днів.